# Orphanomyces vankyi
Orphanomyces vankyi är en svampart som beskrevs av Savile 1974. Orphanomyces vankyi ingår i släktet Orphanomyces och familjen Anthracoideaceae.   Inga underarter finns listade i Catalogue of Life.